# Max Wünsche
Pour les articles homonymes, voir Wunsch.
Max Wünsche (20 avril 1914 - 17 avril 1995) était un officier SS de l'Allemagne nazie et commandant de régiment dans la Waffen-SS pendant la Seconde Guerre mondiale. Il était récipiendaire de la Croix de chevalier de la croix de fer avec feuilles de chêne.

## Biographie
Max Wünsche est né le 20 avril 1914 à Kittlitz, dans l'Empire allemand. Il suit ses études au lycée à Bautzen et en 1928 rejoint le Reichslandbund (Union agricole), tout en fréquentant l'école Marchande. Il est alors à la tête d’un cabinet d'expertise comptable. 

### Appartenance au parti nazi et rôle durant la Seconde Guerre mondiale
En novembre 1932, il rejoint la Hitlerjugend (membre n ° 5 508 247) et en juillet 1933 la SS (membre n ° 153 508). Après avoir assisté à un stage de formation de cinq mois à Jüterbog, il décide de devenir officier et part à l’école des cadres SS-Junkerschule à Bad Tölz. Promu au rang de SS-Untersturmführer le 20 avril 1936, il est affecté à la Leibstandarte SS Adolf Hitler, qui deviendra la 1re division blindée SS Leibstandarte où il sert comme Zugführer (en) dans la 9e Kompanie.
Transféré à la 17e Kompanie, il y reste jusqu'au 1er octobre 1938. Il est alors muté au SS-Begleitkommando des Führers (l'escorte personnelle d'Hitler) où il sert comme officier d’ordonnance. Il reste à ce poste lors de l'invasion de la Pologne et jusqu'au 24 janvier 1940, date à laquelle il est transféré à la Leibstandarte. Il commande alors le 2e Zug de la 15e Kradschützen-Kompanie sous les ordres de Kurt Meyer. Wünsche reste à ce poste au cours de l'invasion de la France et des Pays-Bas.
Bien qu'il ait servi sous Sepp Dietrich durant la campagne des Balkans, c’est pendant l'opération Barbarossa qu’il se distingue. Attaché au groupe d'armées Sud, commandé par le général Eberhard von Mackensen, sa compagnie rencontre une dure résistance. De nombreux fois, Wünsche prend un Fieseler Storch et survole l'ennemi afin d’assurer les reconnaissances sur le terrain. Ces missions portèrent leurs fruits le 31 juillet, lorsque les résultats de ses reconnaissances contribuent à la capture de Novo-Archelsk, qui ferme la poche d'Ouman et scelle le destin de plusieurs divisions russes prises au piège.
La Leibstandarte parvient à faire reculer les russes jusqu'à l'entrée de la Crimée et l'Isthme de Perekop. Plus tard, pendant les batailles de Berdjansk, Mariupol et Taganrog, il assume le commandement de petites unités diverses en remplacement des commandants blessés ou tués. Il est alors considéré comme adjoint divisionnaire.
Le 15 février 1942, Wünsche est nommé commandant du bataillon Sturmgeschützabteilung, repoussant toutes les tentatives de percée Soviétiques durant les semaines suivantes. Le 1er juin, il quitte le front et est envoyé à l’Académie de guerre de Prusse, où il réussit avec succès sa formation où il est promu SS-Sturmbannführer. Il reprend le commandement de la Sturmgeschütz-Abteilung Leibstandarte le 1er septembre 1942, il est nommé commandant le 22 octobre 1942 de la I. Abteilung dans le 1re division blindée SS Leibstandarte. Le Panzer-Régiment commence sa formation au début de janvier 1942 jusqu'au milieu de janvier 1943, et se rend à Kharkov au début février.
La bataille de Kharkov se déroula dans les conditions difficiles (tempête de neige, avec des températures bien au-dessous de la moyenne), Wünsche dira plus tard que ces combats furent les plus difficiles de sa carrière. Le 8 et 9 février, la défense mobile et la I. Abteilung fait face à l'avance irrésistible des Russes mais parvient à tenir Merefa et infligeant de lourdes pertes aux Soviétiques. Le 10 février 1943, la I. Abteilung attaque avec comme but d'ouvrir les lignes d'approvisionnement et de communication avec le régiment de Kurt Meyer (Aufklärungsabteilung (en)) encerclé. Au cours des deux jours qui suivent, la I. Abteilung est créditée de 16 canons antichars. Malgré l'extrême dureté climatique et les difficultés du terrain, la Panzerabteilung de Wünsche force le blocus avec succès et apporte des provisions aux troupes encerclées de Meyer, ce qui sauve la 3e Wünsche's I.Abteilung, maintenant regroupée avec l'Aufklärungsabteilung de Meyer. Il forme un Kampfgruppe et appuie l'attaque, aidant ainsi à briser le VIe Guards Cavalry Corps. Ce même jour Kharkov est abandonnée. Le 22, les Allemands ont repris l'initiative en se concentrant de nouveau sur Kharkov. Le 25 février, Wünsche est décoré de la Croix allemande en Or pour ses actions lors de la bataille.
La reconnaissance du Kampfgruppe révèle une colonne ennemie s'approchant du flanc sud de la Division. Wünsche sur sa propre initiative et sans attendre les ordres, donne l’ordre à son Kampfgruppe d’encercler l'ennemi à Jeremejwka après une poussée vers le nord. L'action est un succès, avec 54 canons lourds détruits (deux de 12,2 cm par Wünsche lui-même) et plus de 900 pertes pour les Russes. Au cours de cette bataille, on lui décerne la Croix de fer le 28 février 1943. Le 15 mars, la bataille de Kharkov prend fin, la « Place Rouge » est rebaptisée « Place Leibstandarte » et la ville est tenue fermement par le 2e SS-Panzerkorps. Les hommes de la Leibstandarte ont un bref répit aux alentours de Kharkov durant le mois d’avril. En juin, Wünsche est transféré dans une nouvelle division en cours de formation : la 12e Panzerdivision SS Hitlerjugend, Wünsche prend le commandement du Panzer-Régiment de cette division.

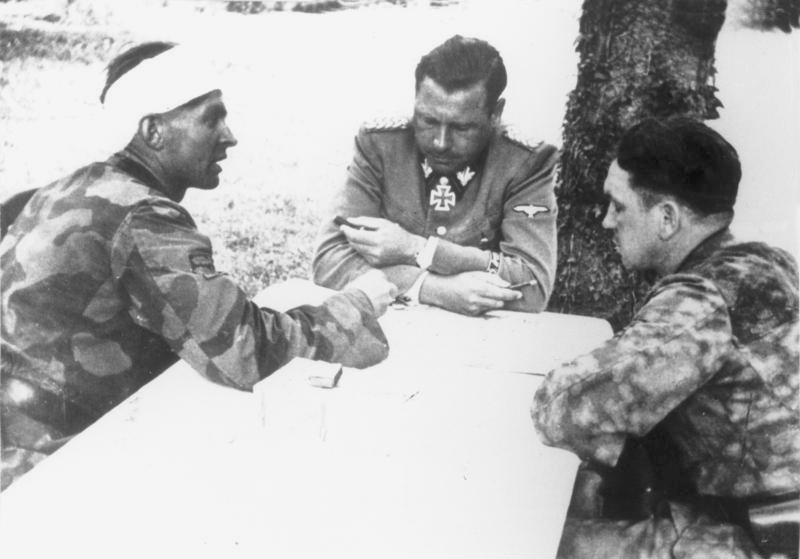
Max Wünsche (à gauche), Fritz Witt (centre), Kurt Meyer (à droite) entre le 7 et le 14 juin 1944 à proximité de Caen, en France.

Le 6 juin 1944 marque le D-Day. Les Alliés frappent les côtes et consolident leur tête de pont avec la ferme intention de pénétrer à l’intérieur des terres. Le 7 juin 1944, les Anglais et les forces canadiennes en progression se heurtent alors à la 12e Panzerdivision SS Hitlerjugend. Durant ces combats, le régiment de Wünsche est crédité de la destruction de 219 chars ennemis jusqu'à la mi-juillet et pour ses succès, on lui attribue la Croix de chevalier de la croix de fer avec feuilles de chêne le 11 août 1944. Quelques jours plus tard, les forces alliées encerclent la division dans la poche de Falaise.  
Durant la nuit du 20 août, Wünsche, avec ses adjoints le Hauptsturmführer Georg Isecke et le Untersturmführer Fritz Freitag ainsi qu’un médecin blessé essayent d’échapper à la capture. À pied, ils rencontrent un avant-poste ennemi où le docteur est capturé et Wünsche est blessé. Plus tard, en attendant sous la couverture de buissons dans l'obscurité, ses adjoints sont capturés. Il passe le reste de la guerre en tant que prisonnier de guerre dans le camp 165 de Caithness, en Écosse, un camp spécial pour les officiers allemands de haut rang.

### Après guerre
En 1948, Wünsche est libéré et il devient patron d'une usine industrielle à Wuppertal, en Allemagne. Il décède à Munich le 17 avril 1995. Il est enterré au cimetière du Nord. De son mariage avec Ingeborg Piwitz, il aura cinq fils.

## Décorations
- Croix de fer
  - Croix de fer de 2e classe le 25 mai 1940
  - Croix de fer de 1re classe le 31 mai 1940
- Croix allemande en Or le 25 février 1943 comme SS-Sturmbannführer dans le I./SS-Panzer-Régiment 1
- Croix de chevalier de la croix de fer avec feuilles de chêne
  - Croix de fer le 28 février 1943 comme SS-Sturmbannführer et commandant du I./SS-Panzer-Régiment 1
  - Feuilles de chêne (548e décoration) le 11 août 1944 comme SS-Obersturmbannführer et commandant du SS-Panzer-Régiment 12 Hitlerjugend